# Fruchtsäuren
Der Begriff Fruchtsäuren ist ein Sammelbegriff für die in Obst vorkommenden organischen Hydroxycarbonsäuren, Dicarbonsäuren und Tricarbonsäuren. Diese Substanzen müssen beim Einsatz in Lebensmitteln nicht als Zusatzstoff gekennzeichnet werden.
Viele Fruchtsäuren sind α-Hydroxycarbonsäuren (AHA, von engl. α-Hydroxy-Acids) und einige Dicarbonsäuren. Manche zählen zu beiden Gruppen. Zu den Fruchtsäuren gehören Äpfelsäure, Citronensäure, Fumarsäure, Gluconsäure, Glycolsäure, Mandelsäure, Milchsäure, Oxalsäure, Salicylsäure, α-Hydroxycaprylsäure und Weinsäure.

## Geschichte
Der Begriff „Fruchtsäuren“ bezog sich ursprünglich nur auf in Früchten und Pflanzen vorkommende α-Hydroxycarbonsäuren wie Äpfelsäure, Citronensäure, Glycolsäure, Milchsäure und Weinsäure. Später wurde der Begriff auch auf Dicarbonsäuren (Oxalsäure, Fumarsäure) ausgeweitet, da diese ebenfalls in Früchten gefunden wurden. Ein Spezialfall ist die aromatische β-Hydroxycarbonsäure namens Salicylsäure, die zu den Phenolsäuren zählt. Sie kommt in vielen Pflanzen vor, zeigt aber trotz ähnlicher Anwendungen auch große Unterschiede in der Wirkung, z. B. auf die menschliche Haut.

## Vorkommen, Eigenschaften, Herstellung und Verwendung
Fruchtsäuren kommen natürlich in vielen Pflanzen, überwiegend in deren Früchten, vor. Sie haben zusammen mit den Zuckern maßgeblichen Einfluss auf den Geschmack von Obst. Der Gesamtgehalt an organischen Säuren im Obst liegt bei etwa ein bis drei Prozent. Im Stoffwechsel aller Organismen stellen die Anionen der Säuren wichtige Stoffwechselintermediate dar. Für die großtechnische Verwendung werden Fruchtsäuren durch biotechnologische Verfahren wie Fermentation oder enzymatische Oxidation synthetisiert.
Fruchtsäuren und deren Salze dienen in großen Mengen als Säuerungsmittel von Lebensmitteln. Citronensäure wird zu Konservierungszwecken eingesetzt. Die Salze werden im menschlichen Darm nur langsam resorbiert und wirken daher als osmotische Abführmittel.
Fruchtsäuren werden auch in der Kosmetik (z. B. chemisches Peeling) und Aknetherapie verwendet. Für die Salicylsäure ist bekannt, dass sie im dermatologischen Einsatz neben der keratolytischen auch eine antimikrobielle Wirkung besitzt.

### Vorkommen in Früchten (Gehalt)
Die folgende Tabelle listet das Vorkommen von allen organischen Säuren sowie ausgewählter Fruchtsäuren in verschiedenen Früchten:
| Frucht             | Σ Organische Säuren | Äpfelsäure | Citronensäure | Oxalsäure | Salicylsäure | Andere Säuren |
| ------------------ | ------------------- | ---------- | ------------- | --------- | ------------ | ------------- |
| Ananas             | 0,7 g               | 95 mg      | 630 mg        | –         | 2,1 mg       | –             |
| Apfel              | 0,6 g               | 550 mg     | 16 mg         | 0,5 mg    | 0,31 mg      | –             |
| Aprikose           | 1,4 g               | 1000 mg    | 400 mg        | 7 mg      | 3 mg         | –             |
| Banane             | 0,6 g               | 360 mg     | 270 mg        | –         | –            | –             |
| Birne              | 0,3 g               | 170 mg     | 140 mg        | 6,2 mg    | –            | –             |
| Brombeere          | 1,7 g               | 900 mg     | 18 mg         | 12 mg     | –            | 810 mg        |
| Erdbeere           | 1,0 g               | 140 mg     | 870 mg        | 16 mg     | 1,4 mg       | –             |
| Grapefruit         | 1,6 g               | 180 mg     | 1370 mg       | –         | 0,68 mg      | –             |
| Heidelbeere        | 1,4 g               | 850 mg     | 525 mg        | –         | –            | 120,2 mg      |
| Himbeere           | 2,1 g               | 400 mg     | 1720 mg       | 16 mg     | 5,1 mg       | –             |
| Johannisbeere, rot | 2,4 g               | 290 mg     | 2070 mg       | 10 mg     | 5,1 mg       | –             |
| Süßkirsche         | 1,0 g               | 940 mg     | 13 mg         | 7,2 mg    | 0,85 mg      | –             |
| Kiwi               | 1,5 g               | 500 mg     | 990 mg        | Spuren    | 0,32 mg      | –             |
| Mango              | 0,4 g               | 75 mg      | 295 mg        | 35 mg     | 0,11 mg      | 80 mg         |
| Mirabelle          | 0,9 g               | 890 mg     | –             | 11 mg     | –            | –             |
| Orange             | 1,2 g               | 160 mg     | 1060 mg       | –         | 2,4 mg       | –             |
| Quitte             | 0,9 g               | 930 mg     | –             | –         | –            | –             |
| Pfirsich           | 0,6 g               | 330 mg     | 240 mg        | –         | 0,58 mg      | –             |
| Pflaume            | 1,3 g               | 1220 mg    | 35 mg         | 12 mg     | 0,14 mg      | –             |
| Stachelbeere       | 1,4 g               | 720 mg     | 720 mg        | 19 mg     | –            | 120 mg        |
| Weintraube         | 0,6 g               | 540 mg     | 25 mg         | 8 mg      | 1,4 mg       | 530 mg        |
| Zitrone            | 4,9 g               | –          | 4920 mg       | –         | 0,18 mg      | –             |

Die Mengenangaben beziehen sich auf den Gehalt in 100 g essbarem Anteil.

### Fruchtsäure-Vorkommen (Auswahl in Bildern)

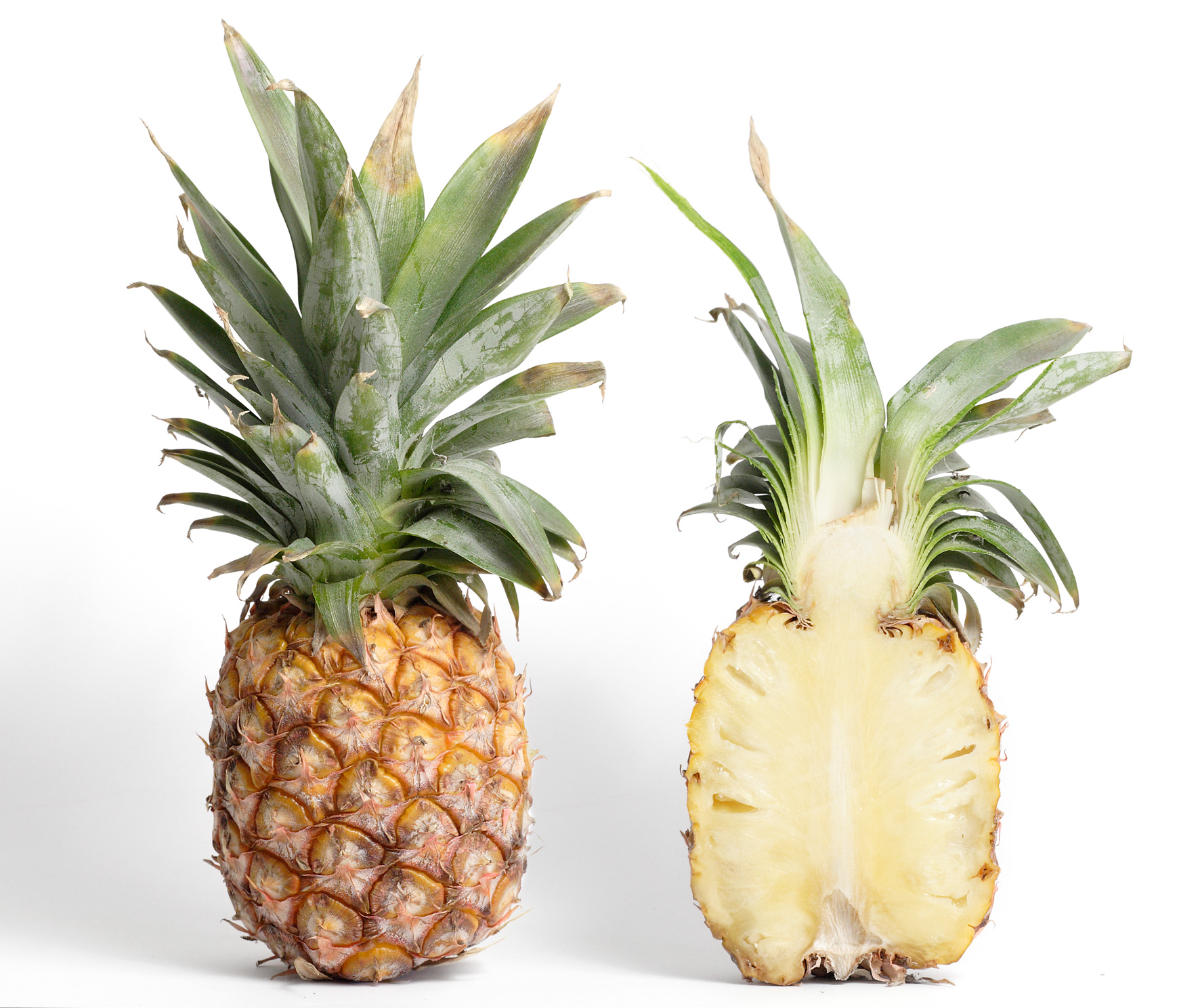
Ananas
Äpfel
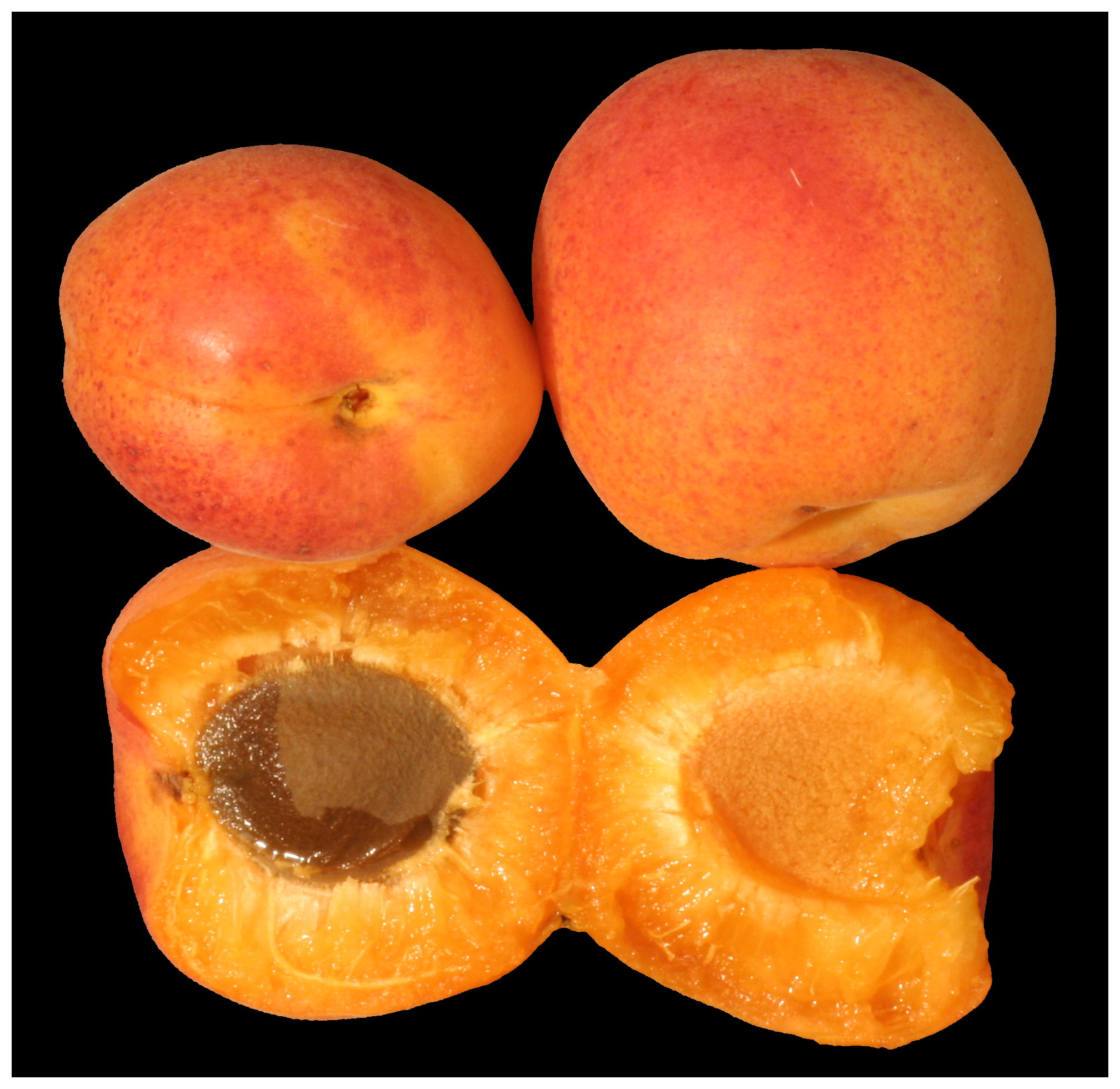
Aprikosen
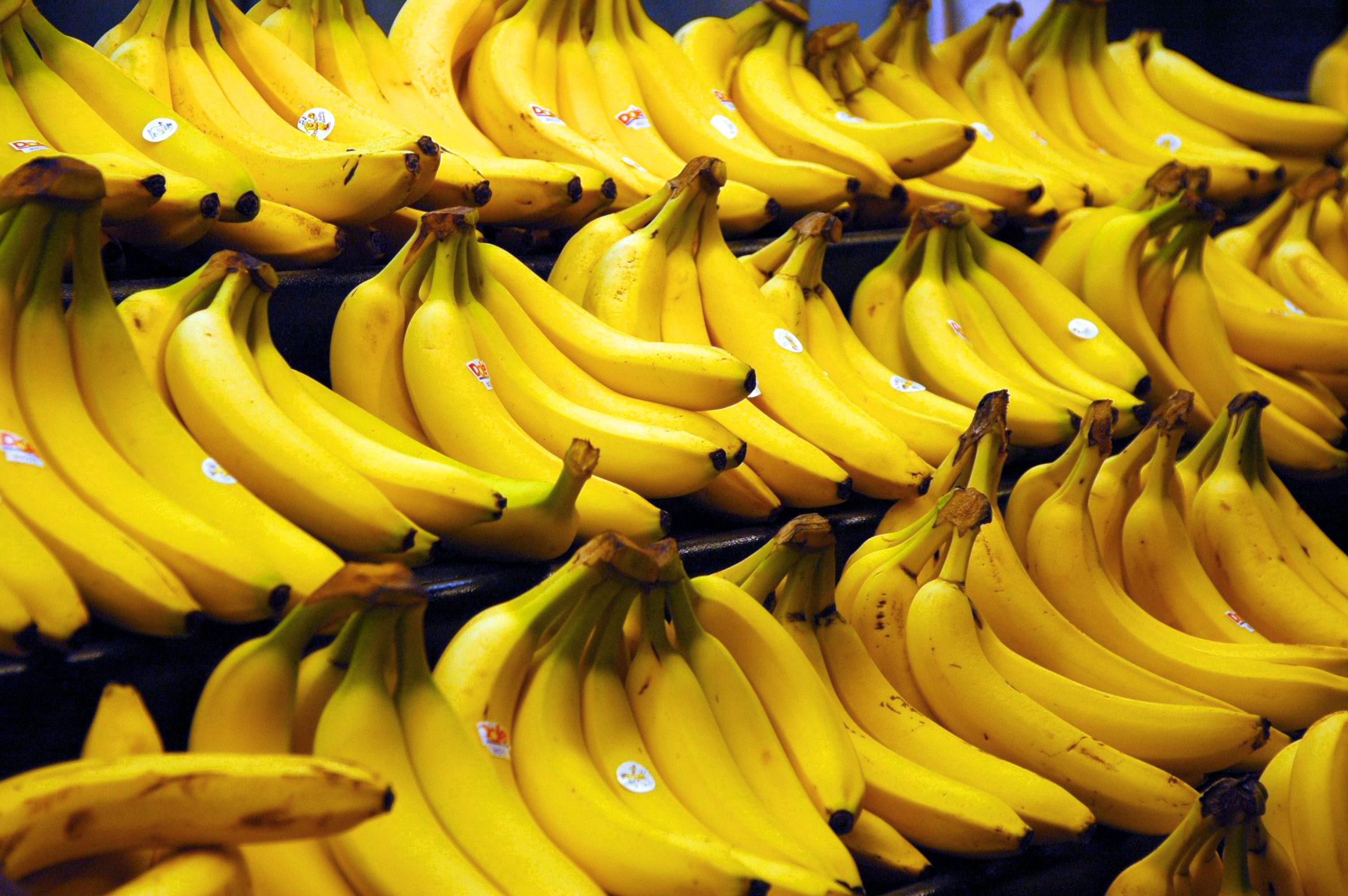
Bananen
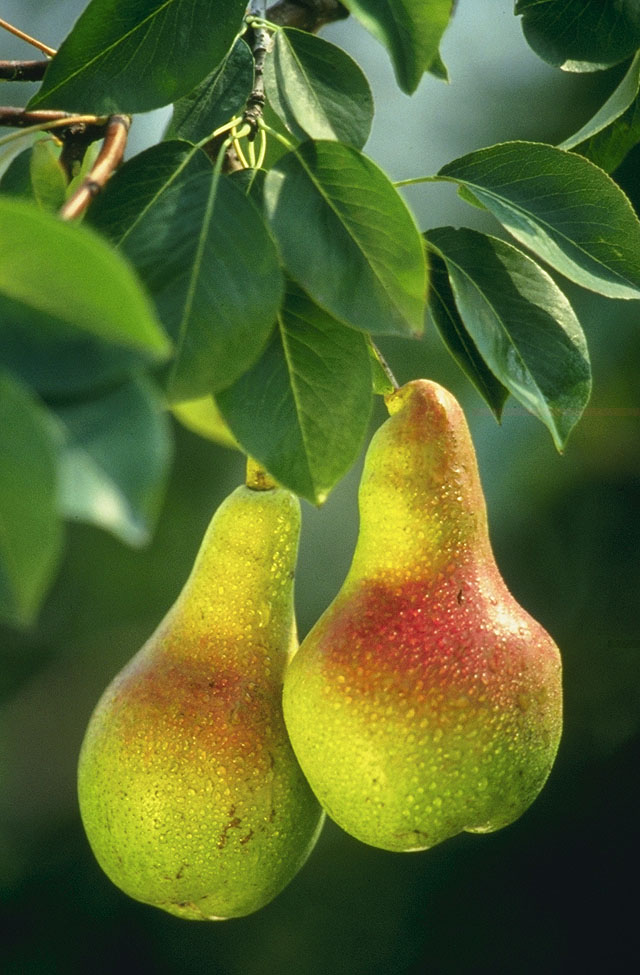
Birnen
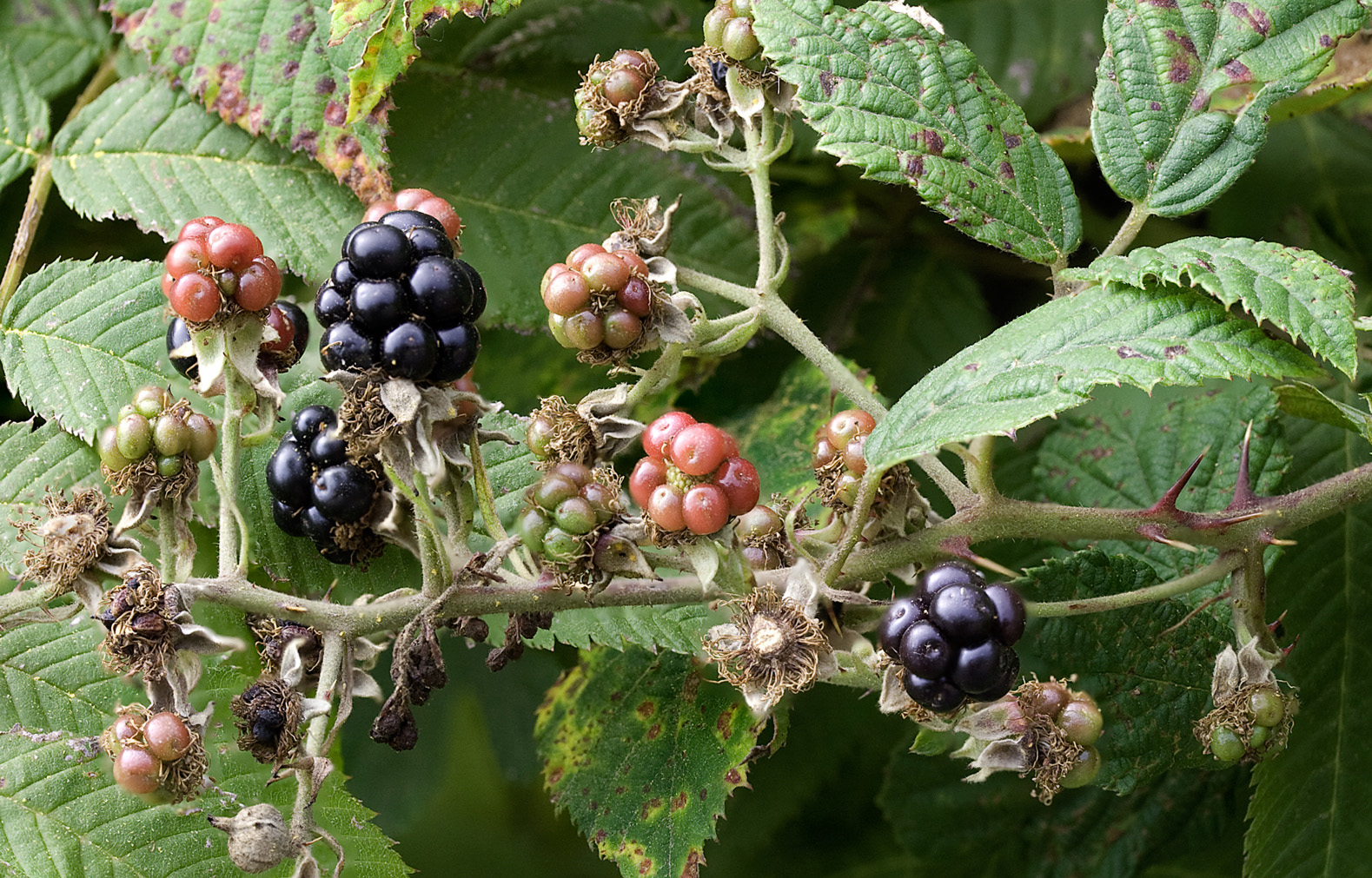
Brombeeren
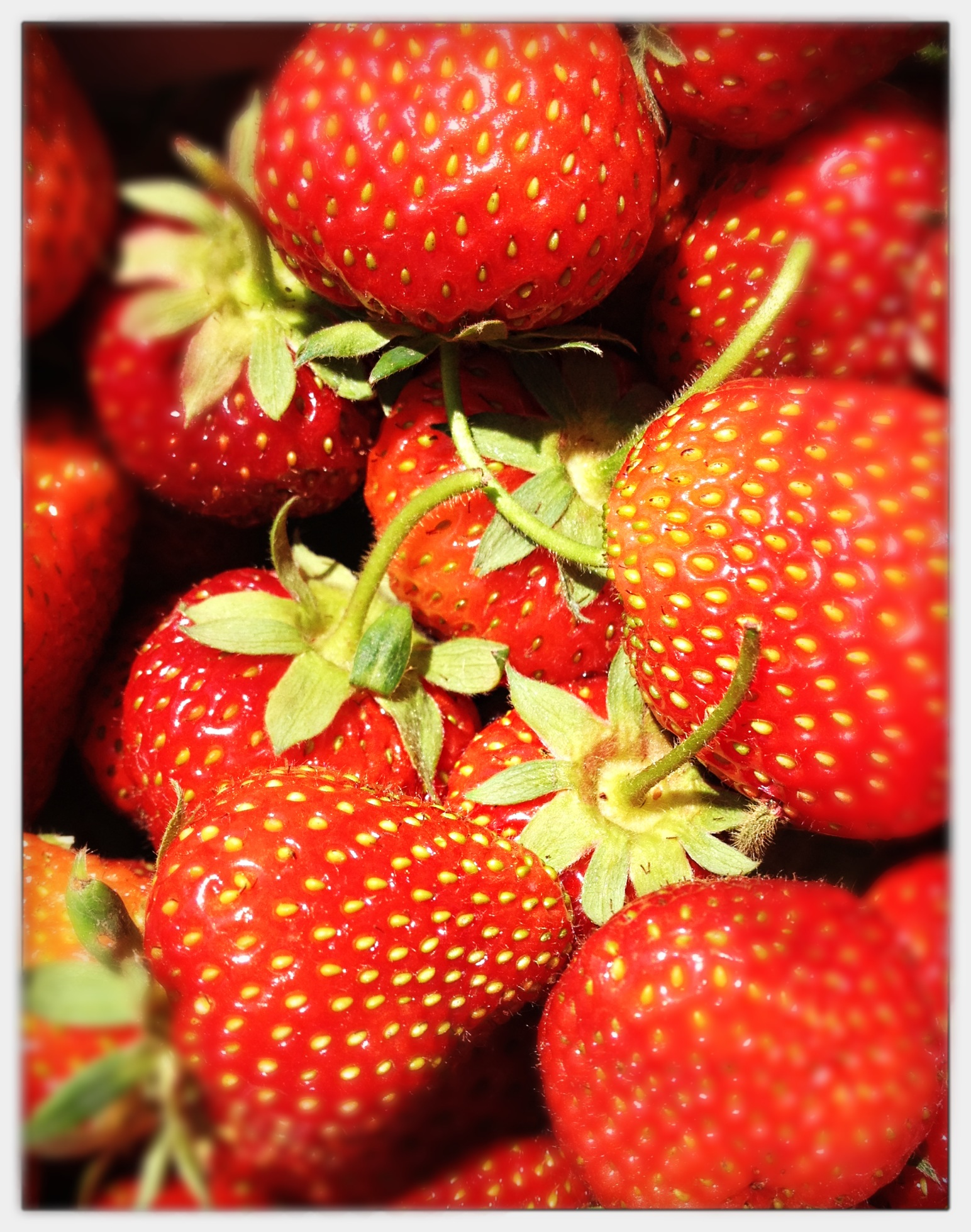
Erdbeeren
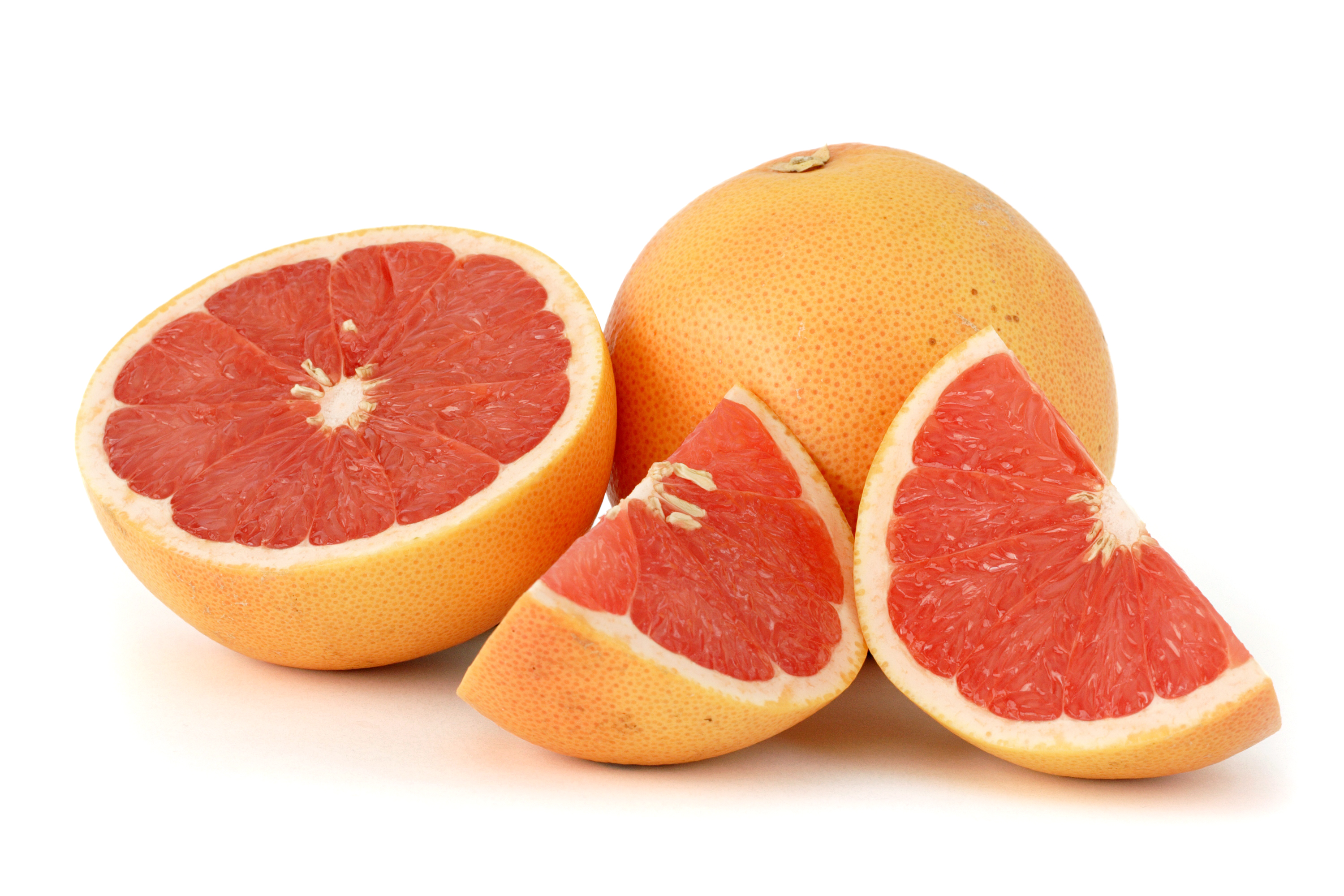
Grapefruit
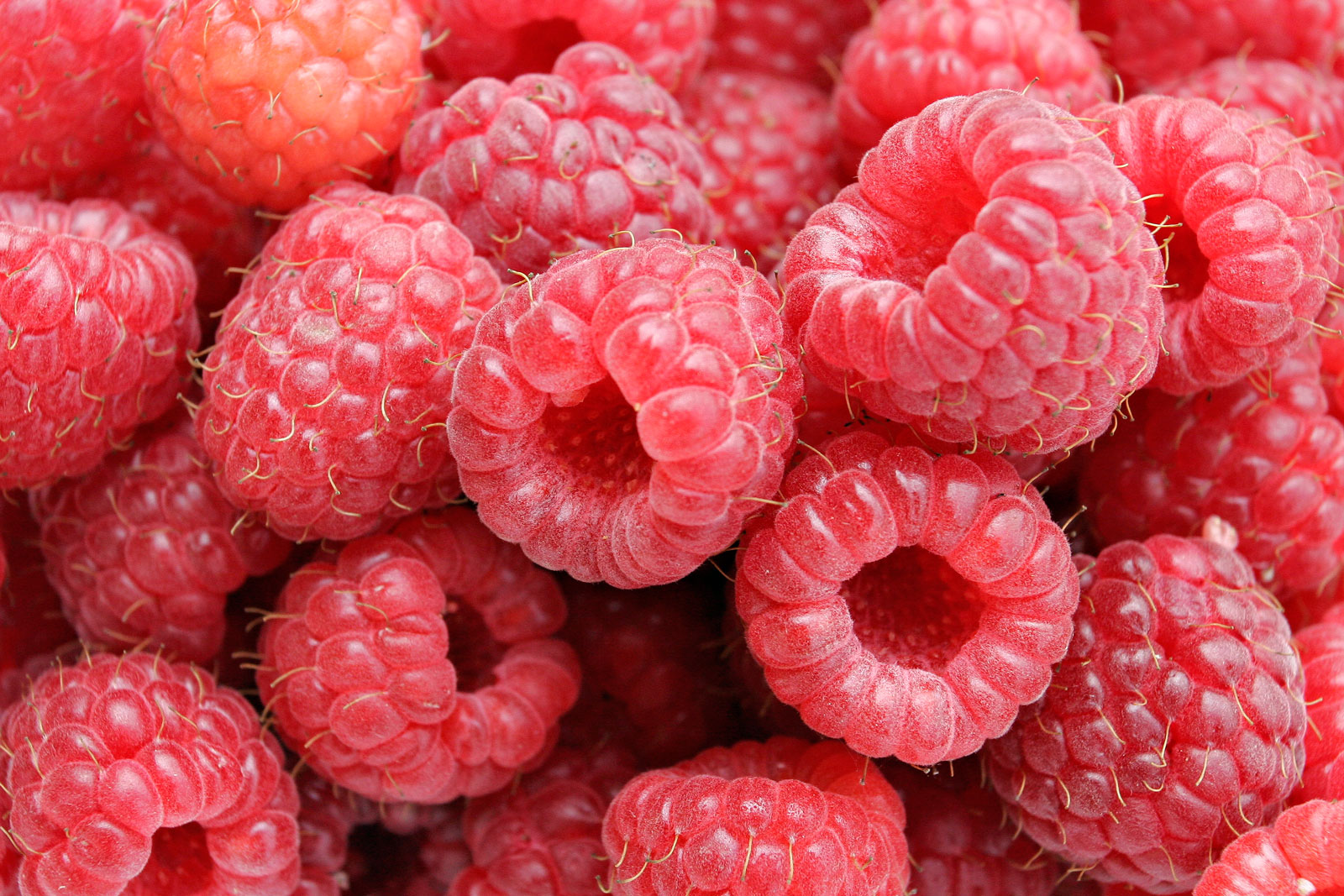
Himbeeren
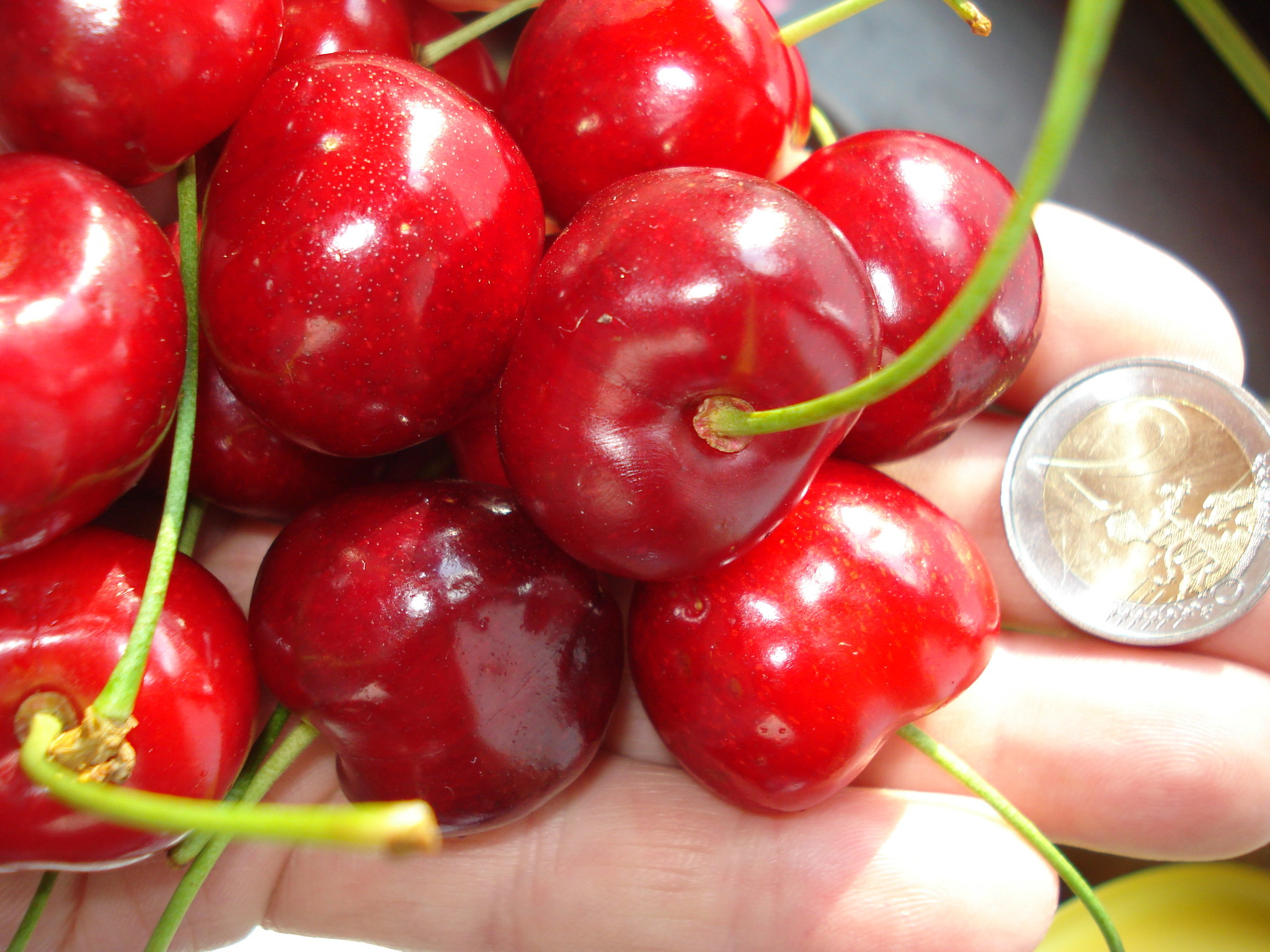
Kirschen
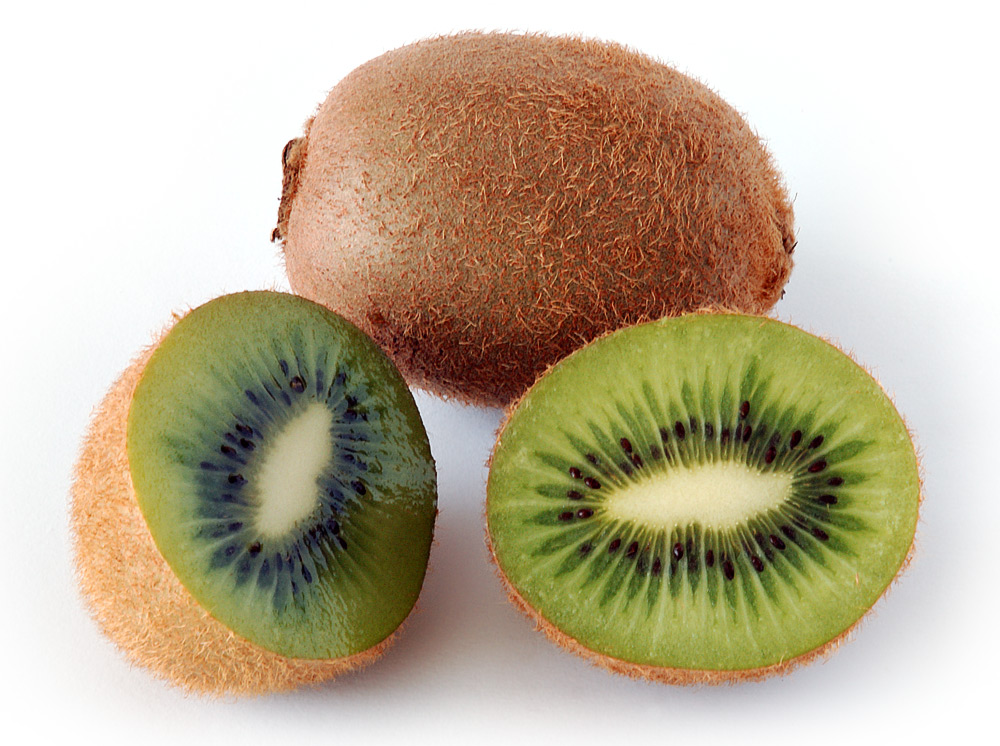
Kiwis
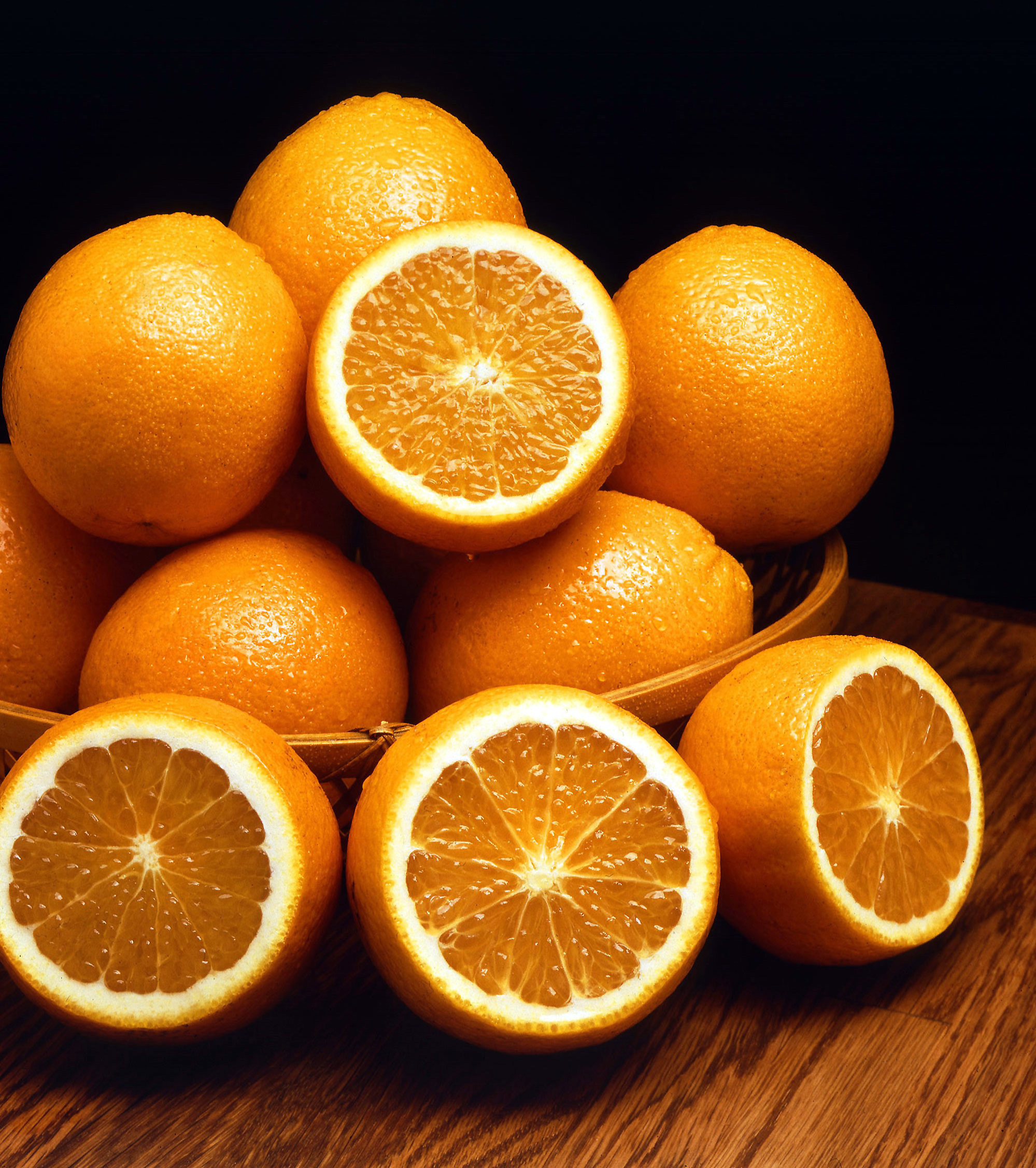
Orangen
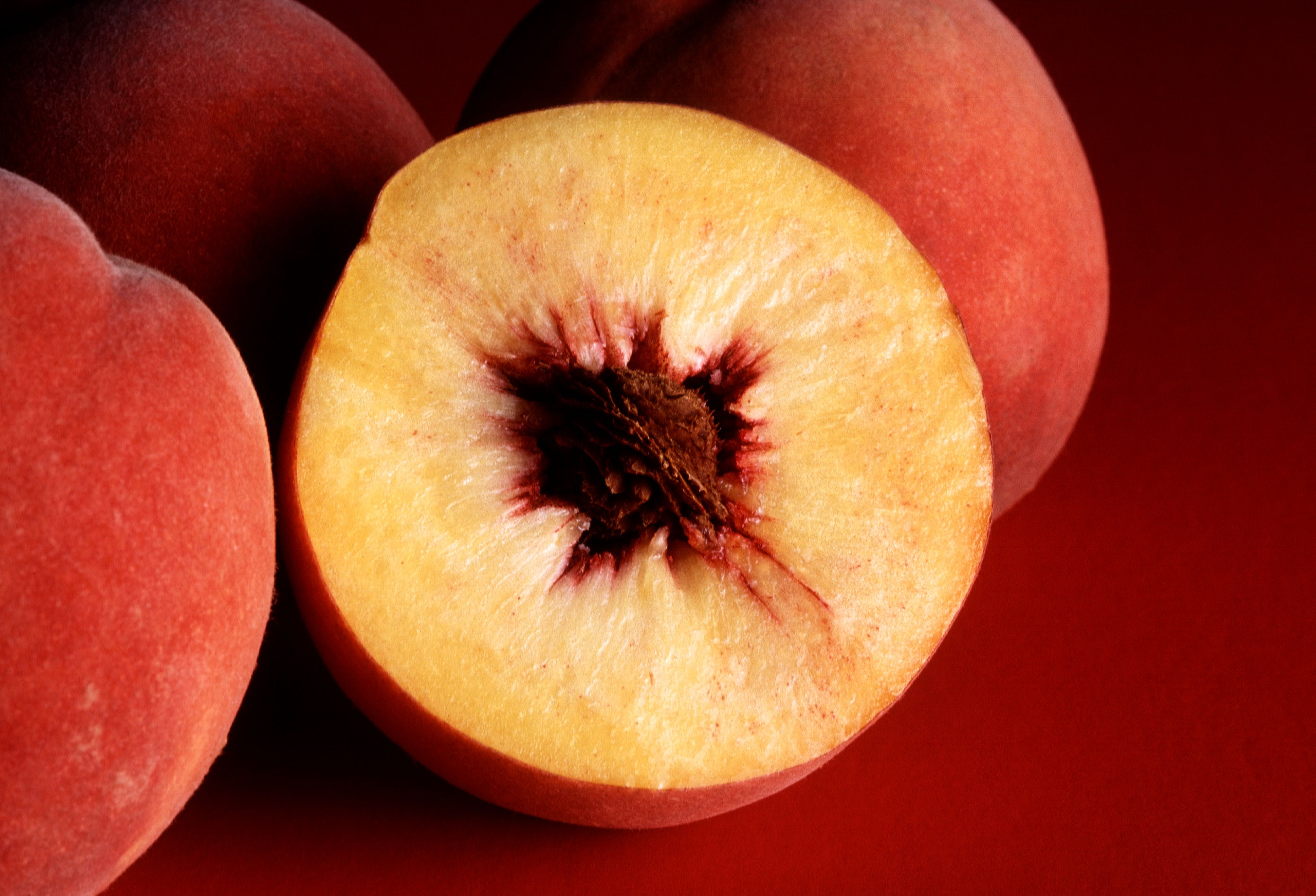
Pfirsiche
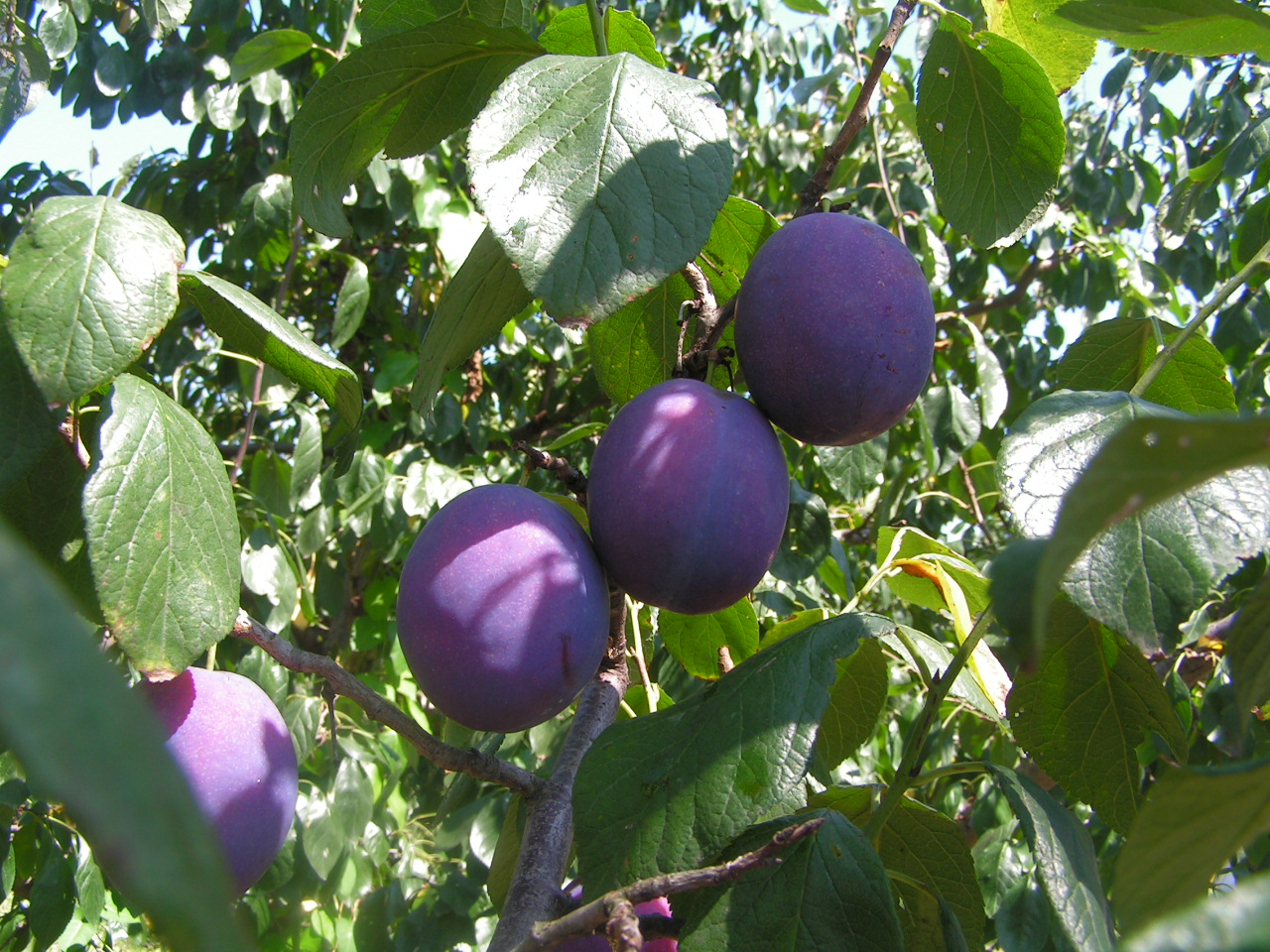
Pflaumen
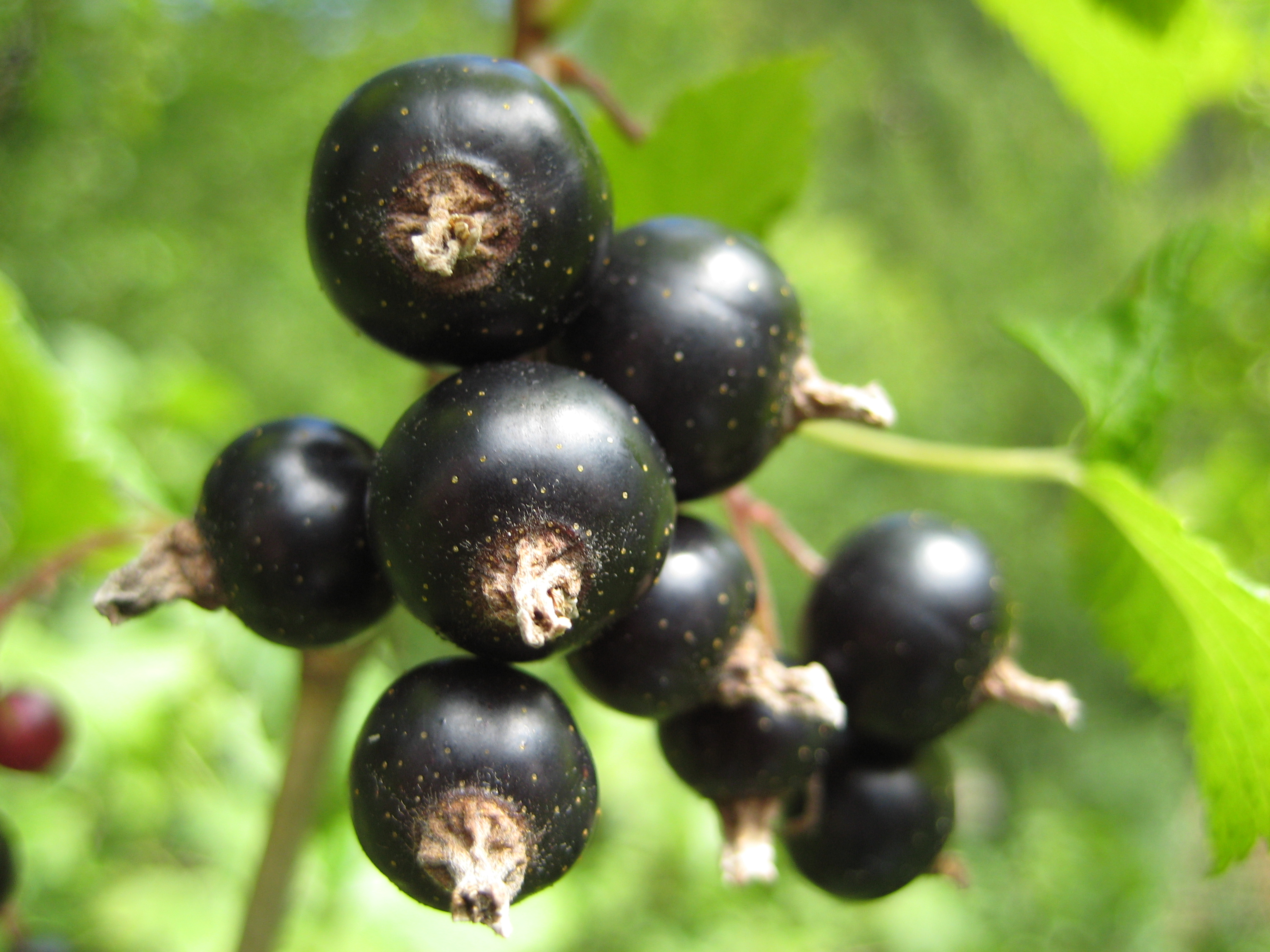
Schwarze Johannisbeeren
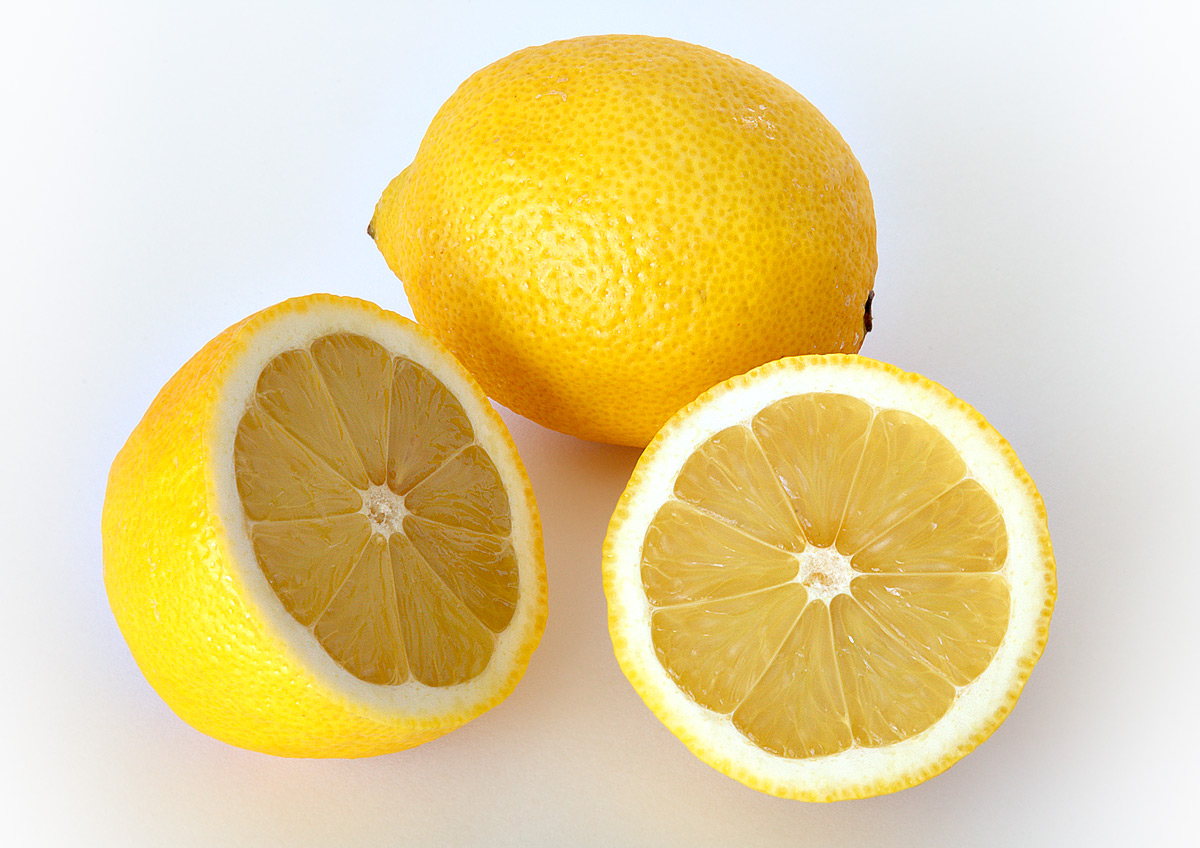
Zitronen